# 3-й Старшенский
3-й Старшенский — посёлок в Хомутовском районе Курской области. Входит в состав Романовского сельсовета.

## География
Посёлок находится на реке Васько (приток Сева), в 25 км от российско-украинской границы, в 111 км к северо-западу от Курска, в 10,5 км к северо-востоку от районного центра — посёлка городского типа Хомутовка, в 5,5 км от центра сельсовета — села Романово.
Улицы
В посёлке улица Луговая.
Климат
3-й Старшенский, как и весь район, расположен в поясе умеренно континентального климата с тёплым летом и относительно тёплой зимой (Dfb в классификации Кёппена).
Часовой пояс
Посёлок 3-й Старшенский, как и вся Курская область, находится в часовой зоне МСК (московское время). Смещение применяемого времени относительно UTC составляет +3:00.

## Население
| 2002 | 2010 |
| ---- | ---- |
| 17   | ↗19  |

## Инфраструктура
Личное подсобное хозяйство. В посёлке 9 домов.

## Транспорт
3-й Старшенский находится в 11 км от автодороги федерального значения М3 «Украина» (Москва — Калуга — Брянск — граница с Украиной), в 2 км от автодороги А142 (Тросна — М-3 «Украина»), в 10 км от автодороги регионального значения 38К-040 (Хомутовка — Рыльск — Глушково — Тёткино — граница с Украиной), в 2 км от автодороги межмуниципального значения 38Н-659 (А-142 — Старшее — Мельничище — Клинцы), в 30 км от ближайшего ж/д остановочного пункта 525 км (линия Навля — Льгов I).
В 205 км от аэропорта имени В. Г. Шухова (недалеко от Белгорода).